# Chelčice

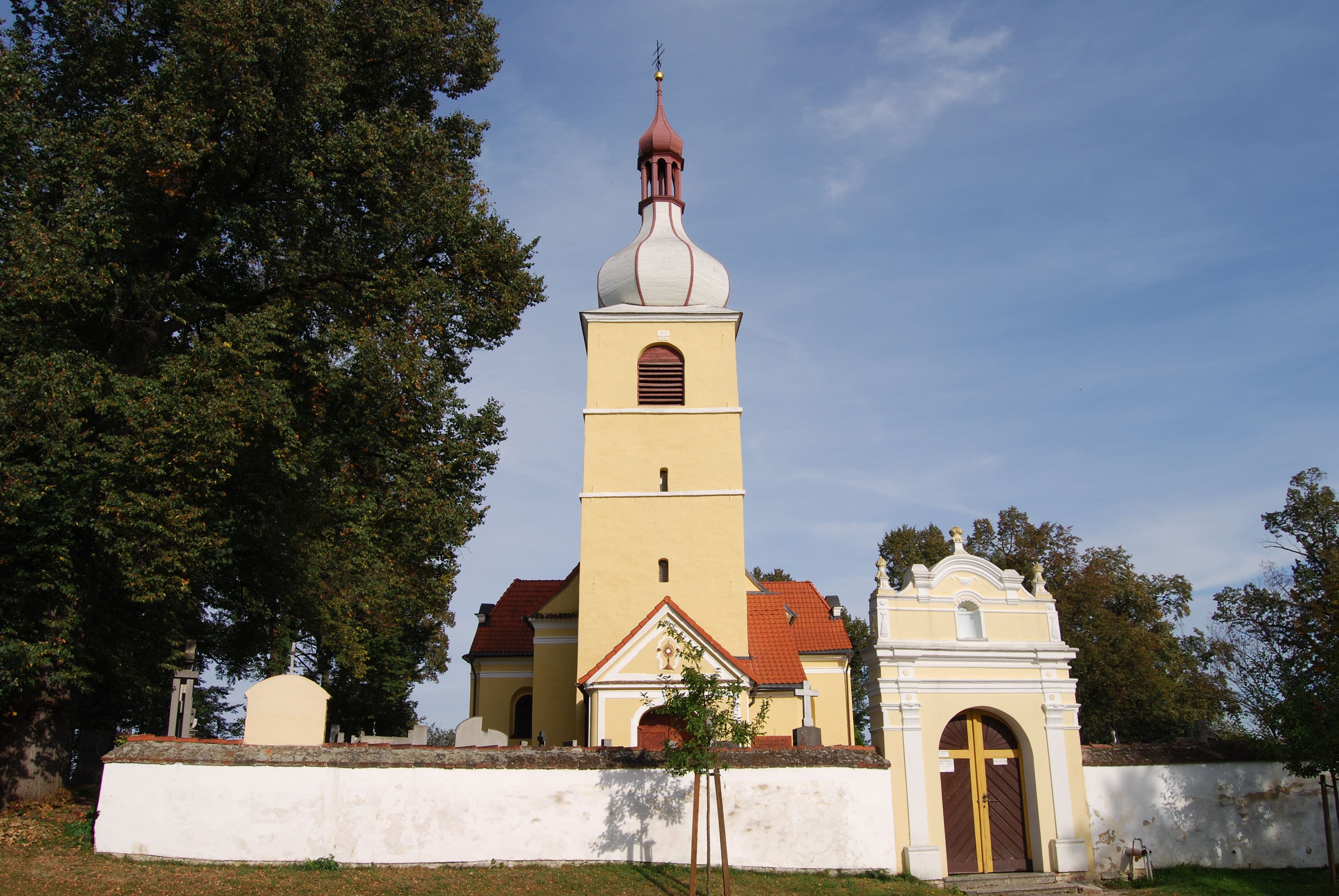
Pfarrkirche des hl. Martin

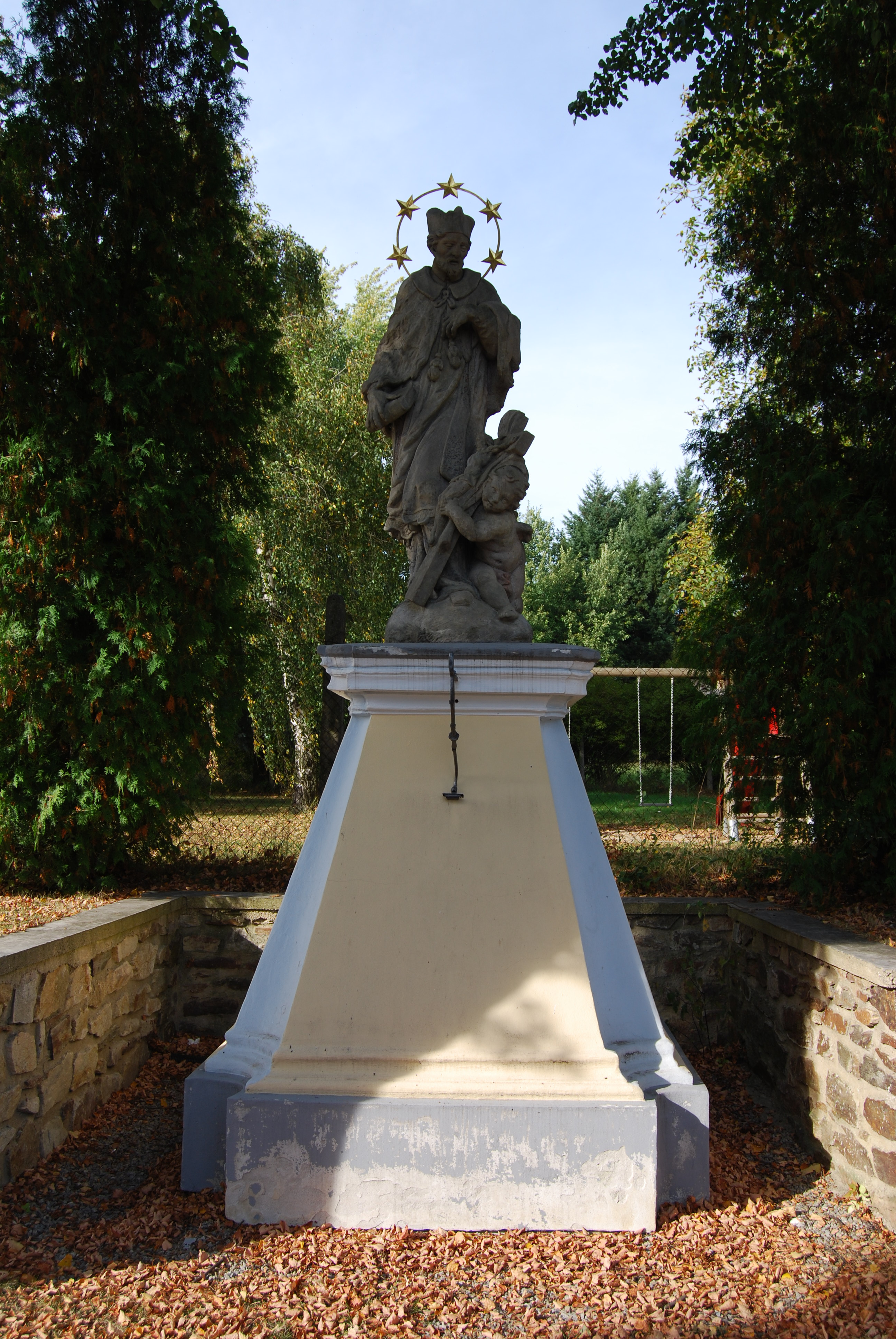
Statue des hl. Johannes von Nepomuk

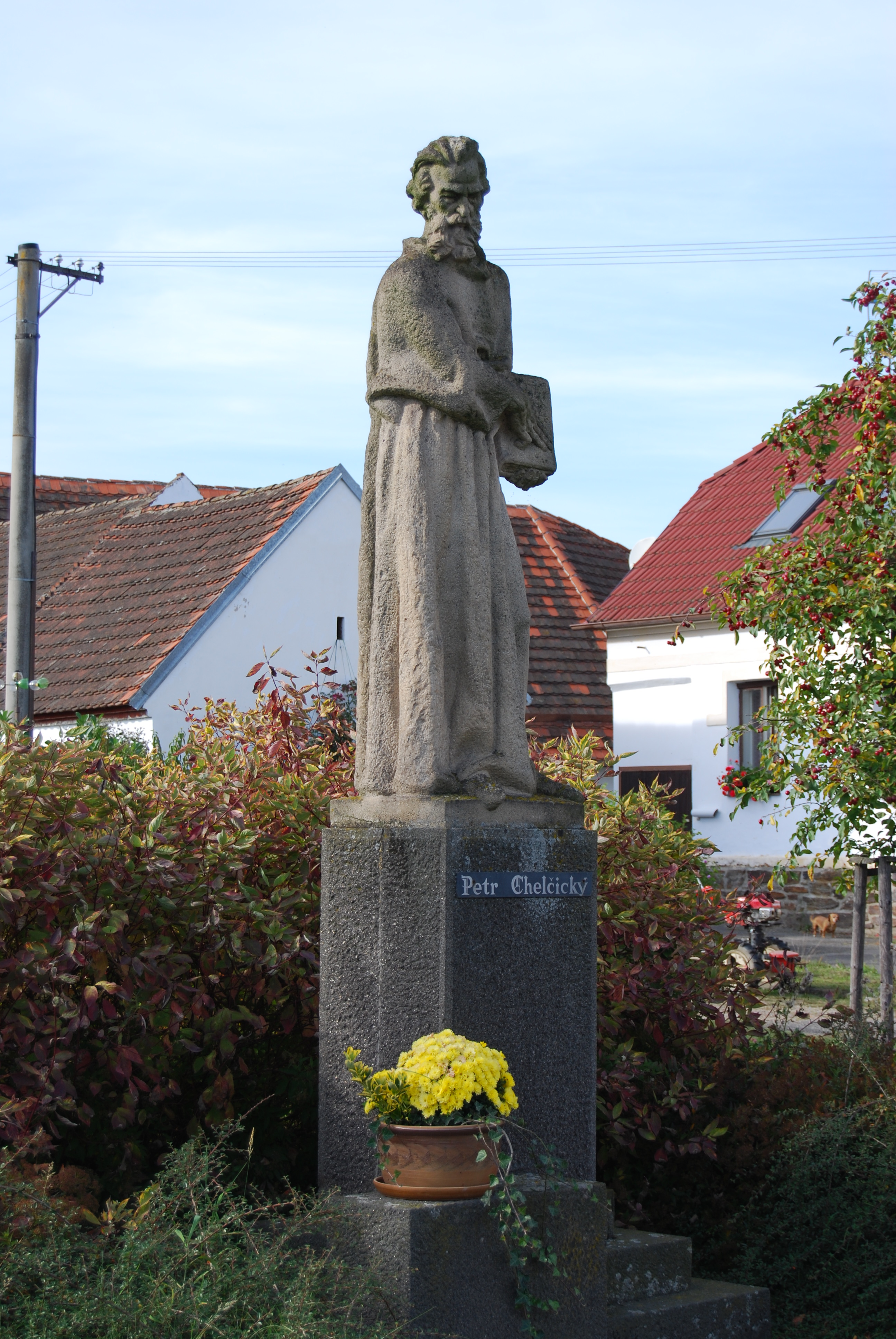
Denkmal für Petr Chelčický

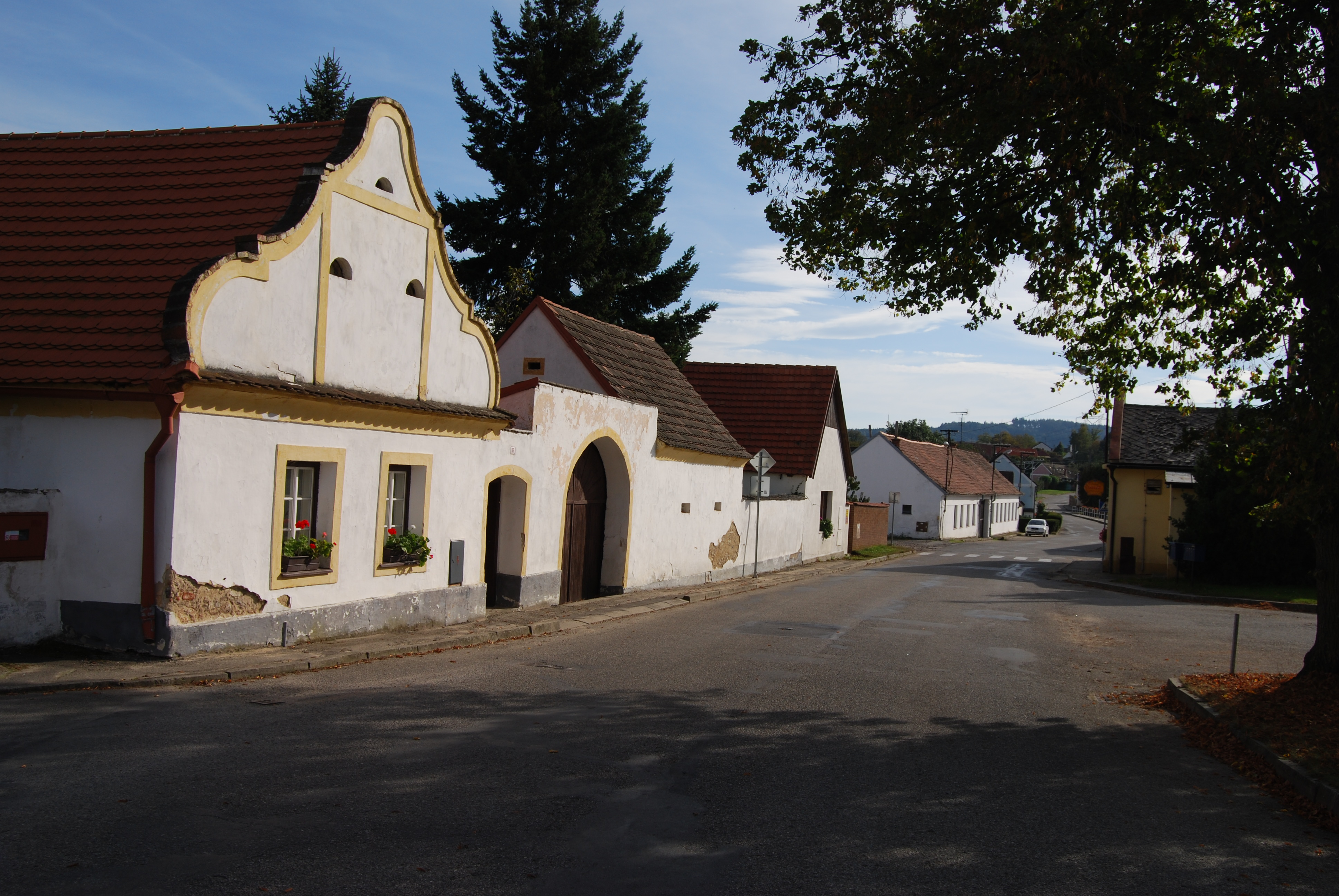
Gehöft im Bauernbarockstil

Chelčice [ˈxɛlt͡ʃɪt͡sɛ] (deutsch Cheltschitz) ist eine Gemeinde in Tschechien. Sie liegt drei Kilometer südlich von Vodňany in Südböhmen und gehört zum Okres Strakonice.

## Geographie

### Geographische Lage
Chelčice befindet sich im südlichen Teil der Písecká pahorkatina (Píseker Hügelland) umgeben von Obstgärten auf einer Anhöhe über den Tälern der Bäche Dlouhoveský potok und Libějovický potok. Gegen Norden liegt der Teich Honzíkovský rybník, nordöstlich der Šítov. Südlich erheben sich der Lomec (552 m) und der Libějovický vrch (607 m), im Südwesten die Hůrky (561 m), Pohořelec (588 m) und die Skalice (604 m) sowie westlich die Bušava (604 m).

### Gemeindegliederung
Für die Gemeinde Chelčice sind keine Ortsteile ausgewiesen. Zu Chelčice gehören die Einschichten Na Lázni (St. Magdalenen-Bad) und Záhorčí (Zahoř).

### Nachbargemeinden
Nachbarorte sind Vodňany im Norden, Číčenice und Újezd im Nordosten, Na Lázni, Hvožďany und Libějovice im Osten, Nový Zámek, Nový Dvůr und Nestanice im Südosten, Lomec und Truskovice im Süden, Záhorčí und Dlouhá Ves im Südwesten, Libějovické Svobodné Hory und Křepice im Westen sowie Vodňanské Svobodné Hory, V Cihelně und Stožice im Nordwesten.

## Geschichte
Die erste schriftliche Erwähnung des Ortes erfolgte 1352. Die Kirche wurde 1384 erstmals erwähnt. Chelčice war der Stammsitz des Vladikengeschlechts Hrůza von Chelčice, das ab 1390 als Vasallen der Herren von Rosenberg seinen Sitz auf der Helfenburg hatte. An der Stelle des Hofes Záhorčí befand sich eine weitere Feste (Záhoří), die 1389 als Besitz des Hroznata von Záhoří erstmals erwähnt wurde. Dem Geschlecht der Záhorka von Záhořice entstammte Petr Záhorka, der mit Petr Chelčický identifiziert wird. Die Errichtungsbücher weisen seit 1401 Pfarrer in Chelčice nach. Als Ulrich II. von Rosenberg 1444 Prachatice erworben hatte, setzte er dort Václav Hrůza von Chelčice als Burggrafen ein. In der zweiten Hälfte des 15. Jahrhunderts erwarben die Ritter Malowetz von Malovice das Gut Chelčice und schlossen es an Libějovice an. Am 27. Juli 1562 verkaufte Dionys von Malowetz Libějovice mit weiteren Gütern an Wilhelm von Rosenberg. Ihm folgte 1592 sein jüngerer Bruder Peter Wok von Rosenberg, mit dessen Tode das Geschlecht der Rosenberger 1611 im Mannesstamme erlosch. Seine Besitzungen erbte Johann Georg von Schwanberg. Dessen Sohn Peter von Schwanberg gehörte während des Ständeaufstandes zu den Anführers der Aufständischen. Nach der Schlacht am Weißen Berg wurde seine Güter konfisziert und 1620 durch Kaiser Ferdinand II. dem Heerführer Karl von Buquoy für treue Dienste übereignet. Die Herrschaft blieb bis zum Beginn des 19. Jahrhunderts im Besitz der Grafen Longueval von Buquoy. 1801 verkaufte Johann Joseph von Buquoy den Besitz an den Reichsfürsten Joseph II. zu Schwarzenberg, den 1833 sein Sohn Johann Adolf II. zu Schwarzenberg beerbte. Der Domänenverwalter und spätere Amts- und Wirtschaftsdirektor der Herrschaft Franz Horsky baute die Herrschaft ab 1829 systematisch zu einem landwirtschaftlichen Mustergut der k.k. Monarchie auf. Im Jahre 1840 bestand Cheltschitz / Chelčice aus 54 Häusern mit 316 Einwohnern. Im Ort bestanden unter herrschaftlichen Patronat eine Pfarrkirche, Pfarrei und Schule. Außerdem gab es zwei Wirtshäuser.
Abseitig lagen die Kapelle der hl. Maria Magdalena mit dem Badehaus sowie die aus fünf verstreuten Häusern bestehende Einschicht Zahoř mit einem herrschaftlichen Meierhof samt Schäferei, einem Hegerhaus, einer Ziegelhütte und zwei Dominikalhäusern. Cheltschitz war Pfarrort für Libiegitz, Hwoždian (Hvožďany), Augezd (Újezd), Truskowitz, Křepitz (Křepice), Langendorf (Dlouhá Ves) und Freigebirg (Libějovické Svobodné Hory). Bis zur Mitte des 19. Jahrhunderts blieb das Dorf immer der Allodialherrschaft Libiegitz samt dem Gut Čichtitz untertänig.
Nach der Aufhebung der Patrimonialherrschaften bildete Chelčice/ Cheltschitz ab 1850 eine Gemeinde in der Bezirkshauptmannschaft Prachatice und dem Gerichtsbezirk Wodnian. 1880 wurde die Gemeinde Teil des Okres Písek. 1949 wurde Chelčice dem Okres Vodňany zugeordnet, nach dessen Aufhebung kam der Ort zu Beginn des Jahres 1961 zum Okres Strakonice. 1961 wurde Truskovice eingemeindet. Auf Grund der natürlichen und klimatischen Gegebenheiten wurde Chelčice im 20. Jahrhundert zu einem bedeutenden Obstbaugebiet. Auf dem freien Flächen rings um das Dorf wurden 1967 Obstgärten angelegt. In Chelčice erfolgte die Entwicklung von biologischen Methoden zum Schutz von Obstgärten. Am 1. Januar 1981 erfolgte die Eingemeindung von Libějovice. Nach einem Referendum lösten sich Truskovice, Dlouhá Ves, Libějovice, Černěves und Nestanice zum 24. November 1990 wieder los und bildeten eigene Gemeinden. Seit 2000 führt Chelčice ein Wappen und Banner. In den Jahren 2006 und 2007 wurden partnerschaftliche Kontakte in die bayrischen und österreichischen Obstbauregionen Lallinger Winkel und Mostviertel geknüpft. Größtes Unternehmen ist der Landwirtschaftsbetrieb Zemcheba Chelčice mit Sitz in Záhorčí und 150 Beschäftigten.

## Kultur und Sehenswürdigkeiten
- Pfarrkirche des hl. Martin, der ursprünglich romanische Bau erhielt 1728–1730 seine heutige barocke Gestalt
- Statue des hl. Johannes von Nepomuk, an der Kirche, geschaffen 1740
- Statue der Jungfrau Marie aus dem Jahre 1740
- Museum Petr-Chelčický-Gedenkhalle, eröffnet 2000
- Denkmal für Petr Chelčický auf dem Dorfplatz, errichtet 1946
- Pfarrhaus
- Libějovicer Allee, die vom Neuschloss in Libějovice sowohl zum St. Magdalenen-Bad als auch nach Lomec führende dreifache Allee aus Erlen, Buchen, Linden und Eichen wurden von den Grafen Buquoy angelegt. Der mittige Fahrweg wird zu beiden Seiten von Fußwegen flankiert.
- achteckige Kapelle der hl. Maria Magdalena östlich des Dorfes, sie wurde 1660–1663 errichtet. Die unter dem Altar entspringenden fünf Quellen wurden früher gefasst und in das Badehaus des St. Magdalenen-Bades geleitet
- Gehöfte im Bauernbarockstil

## Persönlichkeiten
- Petr Chelčický (um 1390–1460) böhmischer Laientheologe und Reformator